# Hermann Collitz
Hermann Collitz, född 4 februari 1855 i Bleckede, död 13 maj 1935 i Baltimore, var en tysk-amerikansk språkforskare.
Collitz var 1886-1897 privatdocent vid universitetet i Halle an der Saale, och 1897-1907 professor vid Bryn Mawr College i Philadelphia, 1907-1927 professor vid Johns Hopkins University i Baltimore. Collitz gav den så kallade ariska palatallagen dess slutgiltiga avfattning i avhandlingen Enstehung der indoiranischen Palatalreihe (1879). Bland hans övriga skrifter märks Sammlung der griechischen Dialektinschriften (tillsammans med Friedrich Bechtel, fyra band, 1884-1915), samt bidrag i den av honom redigerade tidskriften Hesperia. Schriften zur germanischen Philologie.